# Drosophila plumosa
Drosophila plumosa är en tvåvingeart som beskrevs av Grimshaw 1901. Drosophila plumosa ingår i släktet Drosophila och familjen daggflugor.
Artens utbredningsområde är Hawaii.